# Гетманка
Гетманка (укр. Гетьманка) — село, Николковский сельский совет, Котелевский район, Полтавская область, Украина.
Код КОАТУУ — 5322283702. Население по переписи 2001 года составляло 26 человек.

## Географическое положение
Село Гетманка находится в 3,5 км от реки Мерла, на расстоянии в 1,5 км расположены сёла Терны и Николка. К селу примыкает большой лесной массив урочище Боровское. Около села озёро Петрашево. Рядом проходит автомобильная дорога Т-1707.

## История
Хутор  был приписан к Покровской церкви Бригадировки
Село указано на трехверстовке Полтавской области. Военно-топографическая карта.1869 года как хутор Гетманщина (Лабуровка)